# David Bardsley
David John Bardsley (Manchester, 11 settembre 1964) è un ex calciatore inglese, di ruolo difensore.

## Carriera

### Club
Durante la sua ventennale carriera ha vestito le maglie di Blackpool, Watford, Oxford United, QPR e Northwich Victoria.
Nel novembre 1983 il Watford acquista le prestazioni di Bardsley dal Blackpool in cambio di circa 150 000 sterline. Nella sua prima stagione con la nuova maglia riesce a raggiungere la finale di FA Cup che però vedrà gli Hornets sconfitti per 2-0 dall'Everton. Ha giocato complessivamente 121 partite tra tutte le competizioni con il Watford, segnando 9 gol.
Dopo quattro stagioni, nel settembre 1987, passa all'Oxford United per rimpiazzare il partente David Langan per circa 265 000 sterline, cifra record per il club. Giocherà 89 partite in totale per l'Oxford, segnando 7 reti in due stagioni.
Si trasferisce al QPR nel settembre del 1989 in cambio di circa 500 000 sterline, giocando 253 partite nelle successive 9 stagioni in maglia Hoops, segnando 4 gol. Quel QPR di metà anni '90 arriverà arriverà 5º nella prima storica stagione di Premier League, nel 1993, nella quale Bardsley fu anche selezionato nel Premier League Team of the Year. IL QPR peggiorerà progressivamente di classifica negli anni successivi fino a retrocedere al termine della stagione 1996, sempre con Bardsely in rosa. Dopo la retrocessione Bardsley ha sofferto di un infortunio al tendine d'Achille che lo ha tenuto lontano dai campi per circa due stagioni ma che, considerando anche che il calciatore aveva 34 anni, poteva costringerlo a terminare anzitempo la carriera. Effettua il ritorno in campo nel girone di ritorno del campionato di First Division 1997-1998, nel quale il QPR lottava per non retrocedere in Football League. Al termine della stagione la squadra si salverà con un margine di un punto sul Manchester City, terzultimo.
Al termine della stagione si trasferisce da svincolato al Blackpool, suo primo club, allora militante in Football League. La prima stagione la squadra riesce a salvarsi dalla retrocessione mentre nella seconda arriva terzultima ed è costretta a retrocedere in Third Division, quarto livello di allora del calcio inglese.
Al termine della sua seconda esperienza a Blackpool si trasferisce al Northwich Victoria, militante in Football Conference, quinto livello di allora del calcio inglese, ma dopo aver giocato solamente due partite si ritira dal calcio nel 2001.
Ha totalizzato complessivamente 538 presenze ufficiali, di cui 375 nella massima divisione inglese.

### Nazionale
Inizia la sua carriera internazionale giocando due partite giovanili contro Spagna e Scozia. Esordisce con la nazionale maggiore inglese il 9 settembre 1992, giocando in un'amichevole contro la Spagna in una sconfitta 1-0 all'El Sardinero di Santander. Successivamente, dopo non essere stato convocato per alcuni mesi, torna in nazionale per giocare una partita valevole per le qualificazioni al mondiale del 1994 contro la Polonia a Varsavia, il 29 maggio 1993, che terminerà 1-1.